# Аршинов, Василий Фёдорович
Васи́лий Фёдорович Аршинов (1854—1942) — русский купец и меценат.

## Биография
Родился в Саранске в 1854 году.

Памятный камень, установленный в Аршиновском парке

В 1865 году, в 11-летнем возрасте начал трудиться «мальчиком» в лавке. С мая 1872 года работал в магазине владельца Даниловской мануфактуры В. Е. Мещерина.
В 1877 году женился на сироте‑бесприданнице Александре Ивановне Зеленовой. У них родились дети — Владимир (в 1879), Василий (в 1881) и Сергей (в 1883).
В 1884 году «в образе товарищества на вере» «с принятием вкладчиков» был основан торговый дом «Аршинов и К°». Сначала суконный товар В. Ф. Аршинов продавал на мещеринском подворье на углу Богоявленского и Космодамианского переулков; затем для строительства здания торгового дома пригласил архитектора Ф.О. Шехтеля, который на улице Большой Ордынке воздвиг выразительное здание в стиле модерн(дом № 32). Позднее, в 1904 году Шехтель перестроил фасады дома, в глубине сада возвёл небольшой двухэтажный особняк, также в стиле модерн, увенчанный башенкой с куполом, в которой была оборудована обсерватория для занятий его старшего сына Владимира Васильевича.
В 1902 году получил звание потомственного почётного гражданина «за отлично‑усердную службу и особые труды по должности Блюстителя Торговых Классов Московского Общества распространения коммерческого образования». Он был попечителем Андреевской богадельни и Коммерческого училища цесаревича Алексея.
Сукно Аршинова славилось по всей России; он стал поставщиком двора Его Императорского Величества. Во время русско-японской войны 1904—1905 гг. Аршинов получил крупный заказ на поставки сукна для нужд армии, что ещё более увеличило престиж фирмы, а также расширило её товарооборот.
После октябрьской революции 1917 года он добровольно передал своё имущество государству и стал заведующим хозяйственной частью Московской горной академии, где заведовал кафедрой его сын Владимир.
С 1922 года по предложению В. П. Ногина, бывшего в то время главой Всероссийского текстильного синдиката, начал работать «по специальности» — консультантом во Всероссийском текстильном синдикате. Проработал там много лет, после ухода на пенсию — персональный пенсионер республиканского значения.
Умер в Москве в 1942 году в возрасте 88 лет, в своей московской квартире — им с сыном оставили несколько комнат в его бывшем особняке на Большой Ордынке. Похоронен на московском Даниловском кладбище.

## Память
Имя Василия Фёдоровича и его сына сохраняет парк на юге Москвы — Аршиновский. В 2016 году в парке установлен памятный камень «от благодарных жителей района Царицыно».